# Teckningsrättsbevis
Ett teckningsrättsbevis är ett värdepapper som ger innehavaren äganderätten till en eller flera teckningsrätter.